# Діаграма QFL

Трикутник QFL, що показує схематичні графіки звичайних складів піску

Діаграма QFL або трикутник QFL — це тип тернарної діаграми, яка показує дані про склад пісковиків і сучасних пісків, підраховані за методом Газзі-Дікінсона. Використані такі скорочення:
Q — кварц
F — польовий шпат
L — літичні фрагменти
Загалом, найбільш суперечливим компонентом, який враховується, є флінт, який зазвичай вважається літичним фрагментом, але іноді краще підходить для полюса Q. Коли це відбувається, полюс змінюється на Qt замість Q.
Важливість трикутника QFL в основному демонструється в тектонічних дослідженнях. Як було вперше продемонстровано в статті 1979 року Білла Дікінсона та Кріса Сучека, склад і походження пісковика безпосередньо пов'язані з тектонічним середовищем його формації.
Кратонні піски скупчені біля полюса Q. Як пісковики, вони відомі як кварцові.
Перехідноконтинентальні піски знаходяться вздовж лінії QF. Як пісковики, вони відомі як аркозові.
Піски, пов'язані з фундаментними підняттями, знаходяться поблизу полюса F. Це включає також так звану «товстошкіру тектоніку». Як пісковики, вони відомі також як аркозові.
Перероблені орогенові піски розташовані поблизу полюса Q, але зі значними компонентами F і L. Це включає в себе так звану «тонкошкіру тектоніку», поширену в субдукційному задуговому насуванні. Як пісковики, вони відомі як літичні.
Дугові піски розміщуються вздовж ліній F і L, іноді зі значними компонентами Q. Скупчення біля полюса F вказує на розсічену дугу, а скупчення поблизу полюса L вказує на нерозчленовану або нову дугу. Як пісковики вони відомі як аркозові та/або літичні.